# (464197) 2015 BJ38
(464197) 2015 BJ38 es un asteroide perteneciente al cinturón de asteroides, descubierto el 15 de abril de 2004 por el equipo Spacewatch desde el Observatorio Nacional de Kitt Peak (Arizona, Estados Unidos).